# Xavier Dotras
Xavier Dotras (n. Canet de Mar, (Barcelona), 22 de noviembre de 1965) es un compositor y pianista de jazz español.

## Biografía
Comenzó sus estudios con su padre Jaume Dotras. Posteriormente obtuvo la titulación superior en música clásica y jazz en el Conservatorio Superior Municipal de Música de Barcelona, y en la ESMuC (Escola Superior de Música de Cataluña) respectivamente. Su afición al jazz y a la música clásica, lo llevó a crear su propio trío (con Toni Pujol y César Martínez) con quien grabó una serie de discos en un estilo peculiar y personal, con influencias que van del jazz a la música clásica, mediterránea y tradicional catalana. En estos discos colaboraron el saxofonista y flautista Gorka Benítez y la cantante Carme Canela, entre otros. 
Destaca también en su trayectoria la asociación con el pianista ampurdanés Lluís Escuadra, con el que ha grabado un trabajo discográfico ("Overture").
Xavier Dotras ha seguido una larga trayectoria de actuaciones  entre las que  destacan las realizadas en el Jazz Club Soho de Londres,  el Bath Music Festival, el MIDEM (Cannes, Francia), el Van Gogh Museum  (Ámsterdam, Holanda) Eurofest (Bucarest, Rumania), Museumsuperfest (Frankfurt), Old Town Jazz Festival (Varsovia, Polonia), festival de jazz de Roma, Club B-Flat de Berlín y los que habitualmente ofrece en el Jamboree de Barcelona, además de en diversos festivales de jazz en España. Xavier Dotras también colabora en otras formaciones de jazz, blues, gospel, pop y rock, con los que ha grabado diversos trabajos.
Además de su faceta de intérprete es director del "Orfeó Misericòrdia" de su localidad i professor de música de secundaria. Aparte de su trayectoria como compositor de jazz también cabe citar su obra coral entre la que destaca la obra sinfónica "Missa 1919", estrenada el año 2019 por el Orfeó Misericòrdia y la Orquestra de Cambra de Granollers.
Xavier Dotras es también Ingeniero Industrial pero no ha ejercido nunca en este campo.

## Discografía propia
- Retrospectives (PAE 2004). Xavier Dotras Trio
- Nit (PICAP 2006). Xavier Dotras Trio
- Vincent (PICAP 2009). Xavier Dotras Trio
- Preludes (PICAP 2011). Xavier Dotras Trio
- La Maison Jaune (PICAP 2013). Xavier Dotras Trio
- Paintings (PICAP 2015). Xavier Dotras Trio
- Bottom Drawer and Covers (Gravity Music 2014). Neil Geoffrey & Xavier Dotras
- Overture (PICAP 2018). D.E.F. Project (Dani Forcada, Lluís Escuadra, Javier Juanco & Xavier Dotras)
- Lieder (PICAP 2023), con Carme Canela y Gessamí Boada